# Microplitis stigmaticus
Microplitis stigmaticus är en stekelart som först beskrevs av Julius Theodor Christian Ratzeburg 1844.  Microplitis stigmaticus ingår i släktet Microplitis och familjen bracksteklar. Inga underarter finns listade i Catalogue of Life.